# Dietmar Wikarski
Dietmar Wikarski (* 1953 in Berlin) ist ein deutscher Wirtschaftsinformatiker und Professor im Ruhestand.

## Leben
Von 1972 bis 1977 studierte Wikarski Mathematik an der Nationaluniversität Donezk und schloss das  Studium als Diplommathematiker ab. Direkt im Anschluss an seine Tätigkeit als Wissenschaftlicher Assistent an der Humboldt-Universität zu Berlin (1977–1983) war Wikarski bis 1991 Mitarbeiter am Institut für Informatik und Rechnersysteme der Akademie der Wissenschaften der DDR. Seine Promotion zum Dr. rer. nat. in Mathematik 1984 behandelte die Dekomposionseigenschaften Markowscher Prozesse.
Als Mitarbeiter am Fraunhofer Institut für Software- und Systemtechnik 1992–1996 nahm er Aufgaben in der Projekt- und Bereichsleitung wahr. 1998 berief die Fachhochschule Brandenburg (heute Technische Hochschule Brandenburg) Wikarski zum Professor im Fachbereich Wirtschaft. Seit Januar 2020 befindet er sich im Ruhestand.

## Forschung und Lehre
Die Arbeits- und Forschungsgebiete sind eng mit seinem Berufungsgebiet Computergestützte Gruppenarbeit und Systemanalyse verflochten. Systemanalyse, Modellierung, Organisation und Optimierung von Geschäftsprozessen mit Bezug zu computergestützter Kooperation finden in E-Government-Projekten, wie etwa dem BürgerServiceNetz, Anwendung.

## Veröffentlichungen (Auswahl)
- Fabio Ricci, Dietmar Wikarski: SKOS Shuttle – ein Service zur Taxonomy Governance am Beispiel von Umweltinformationssystemen. In: Umweltinformationssysteme 2017 – Vernetzte Umweltdaten (UIS 2017). Herausgeber: Arbeitskreis „Umweltinformationssysteme“ der Fachgruppe „Informatik im Umweltschutz“ der Gesellschaft für Informatik (GI). Tagungsband. Brandenburg an der Havel 7. August 2018, S. 177–192.
- Dietmar Wikarski: Das BürgerServiceNetz als E-Government-Komponente – Stand und Perspektiven. In: BürgerServiceNetz – Bürgerfreundliche Angebote mit Neuen Technologien. Dokumentation des Workshops am 7. Oktober 2004, Fachhochschule Brandenburg, Alcatel-SEL-Stiftung, Stuttgart 2. Oktober 2020.
- Dietmar Wikarski: Prozessmodellierung zur Qualitätssicherung in den Bereichen Medizin, Rehabilitation und Ausbildung–Konzepte, Erfahrungen und Maxime. In: MedPro 2011 – Tagung zur medizinischen Prozessmodellierung. Tagungsband. 14. April 2011.
- Dietmar Wikarski: Eigenschaften homogener Markowscher Prozesse mit diskretem strukturiertem Zustandsraum und ihre Anwendung zur Berechnung stationärer Zustandswahrscheinlichkeiten. Dissertation, Humboldt-Universität, Berlin 1984.